# Football Club Juventus Des Cayes
O Football Club Juventus Des Cayes (ou Juventus Des Cayes) é um clube profissional de futebol haitiano sediado em Porto Príncipe, capital do Haiti. Fundado em junho de 2007, tem como  estádio de mando o Stade Sylvio Cator com capacidade para 10.500 espectadores.

### Títulos
Campeonato Haitiano de Futebol: 2025